# Дідевич Юлія Валеріївна
Ю́лія Вале́ріївна Діде́вич (нар. 23 вересня 1997, м. Вінниця) — українська художниця. Член Національної спілки художників України (2023)..

## Біографія
Народилася 23 вересня 1997 року у м. Вінниці. Закінчила коледж ім. Б. Грінченка (2013—2017) за фахом «викладач образотворчого мистецтва», Національну академію образотворчого мистецтва і архітектури (2017—2022) за спеціальністю «живописець».

Живе у Вінниці.

## Творчість
Працює у царині живопису та графіки. Бере участь у виставках і пленерах. 

Основні роботи олійною фарбою: «Вечірнє сонце» (2020), «Перед зливою» (2021), «Сосни» (2021), «З думкою про Вермеєра» (2022).